# Cornale
Cornale é uma comuna italiana da região da Lombardia, província de Pavia, com cerca de 733 habitantes. Estende-se por uma área de 1 km², tendo uma densidade populacional de 733 hab/km². Faz fronteira com Bastida de' Dossi, Casei Gerola, Isola Sant'Antonio (AL), Mezzana Bigli.

## Demografia
| Variação demográfica do município entre 1861 e 2011                               |
|                                                                                   |
| Fonte: Istituto Nazionale di Statistica (ISTAT) - Elaboração gráfica da Wikipedia |